# Relacions entre el Kirguizstan i Rússia
Les relacions entre el Kirguizstan i Rússia és la relació entre els dos països, la República del Kirguizstan i la Federació Russa. Rússia té una ambaixada a la capital, Bixkek, i un consolat a l'Oix, i el Kirguizstan té una ambaixada a la capital, Moscou, un consolat a Iekaterinburg i un viceconsulat a Novossibirsk.

## Història
El president rus Borís Ieltsin va fer el seu primer viatge internacional al Kirguizstan després que hagués sigut elegit president en 1991.
Mentre que les altres exrepúbliques soviètiques de l'Àsia central s'han queixat a vegades de la ingerència russa, el Kirguizstan ha volgut sovint rebre més atenció i suport de Moscou del que ha pogut obtenir. A principis de 1995, Askar Akaiev, el llavors president del Kirguizstan, va intentar vendre a les empreses russes que controlaven les accions de les vint-i-nou plantes industrials més grans d'aquesta república, oferta que Rússia va rebutjar.
L'Akaiev es va mostrar molt entusiasmat amb formes més directes de reintegració, com la Unió Econòmica Eurasiàtica que el President del Kazakhstan, Nursultan Nazarbàiev, va proposar el juny de 1994. Atès que el Kirguizstan presumiblement rebria molt més del que aportaria, Rússia i altres estats que hi participarien en aquesta unió no hi estaven gaire interessats. La invitació d'Akaiev als guàrdies fronterers russos perquè es fessin càrrec de la frontera xinesa del Kirguizstan, va ser una important revisió de la seva política de neutralitat convertint-se així en un altre pas cap a la reintegració.
El govern del Kirguizstan també es va sentir obligat a sol·licitar la protecció econòmica de Rússia. La dura realitat de la situació econòmica del Kirguizstan significa que la nació és un inevitable estat client internacional, almenys en el futur previsible. Malgrat els esforços concertats per a buscar "patrocinadors" internacionals, Akaiev no va rebre gaire cosa més que bona voluntat internacional.
El president kirguís a la capital russa va fer una visita a la capital russa en el febrer de 1994 on va signar diversos acords econòmics en que Rússia es comprometia a una línia de crèdit de 75.000 milions de rubles i uns 65 milions de dòlars en acords comercials, i també va prometre estendre l'estatus de nació més afavorida del Kirguizstan per comprar petroli i altres combustibles. A canvi, el Kirguizstan va acceptar la creació d'una empresa d'inversions kirguís-russa, que compraria fàbriques inactives relacionades amb la defensa en la república per a donar feina a la població russa del Kirguizstan que cada vegada està més insatisfeta. A principis de 1995, el primer ministre kirguís Apas Jumagulov i el primer ministre rus Viktor Chernomyrdin van signar una sèrie d'acords pels quals s'establia la coordinació bilateral de la reforma econòmica en els dos Estats, vinculant encara més el Kirguizstan a Rússia. Després d'exercir una forta pressió per a la seva inclusió, el país kirguís es va convertir en membre de la unió duanera amb Rússia, Belarús i el Kazakhstan van establir el febrer de 1996.
El febrer de 2009 el govern rus va prometre cancel·lar el deute del Kirguizstan de 180 milions de dòlars, així com prestar altres 2.000 milions de dòlars, donar 150 milions de dòlars en ajuda directa i subvencionar la construcció de la central hidroelèctrica Kambarata-1 en la presa de Kambaratinsk. Poc després, el president kirguís Kurmanbek Bakiev va anunciar els plans de tancar la base aèria dels Estats Units en Manas, un lloc estratègicament important en el subministrament a les forces estatunidenques a l'Afganistan sense litoral. L'anunci va deixar als Estats Units lluitant per trobar rutes de subministrament alternatives a través d'altres parts de l'Àsia central. Rússia, que també té la seva pròpia base militar al Kirguizstan, va negar rotundament qualsevol vincle entre el seu paquet d'ajuda i la decisió de tancar Manas.
El març de 2019, el Govern rus va anunciar que donaria al Kirguizstan una ajuda econòmica i militar de 30 milions de dòlars.

## Cooperació militar
Des de 2003, les unitats de la Força Aèria Russa han estat estacionades en la Base Aèria de Kant, a l'est de Bixkek. El 20 de setembre de 2012, Rússia i el Kirguizstan van signar un acord en el qual es permetria a Rússia tenir una base militar conjunta al Kirguizstan durant 15 anys a partir de 2017. L'acord es va signar en Bixkek entre Vladímir Putin i Almazbek Atambàiev. Putin va declarar que la base militar conjunta serà un factor significatiu que afegirà estabilitat al país i a tota la regió.

## Galeria

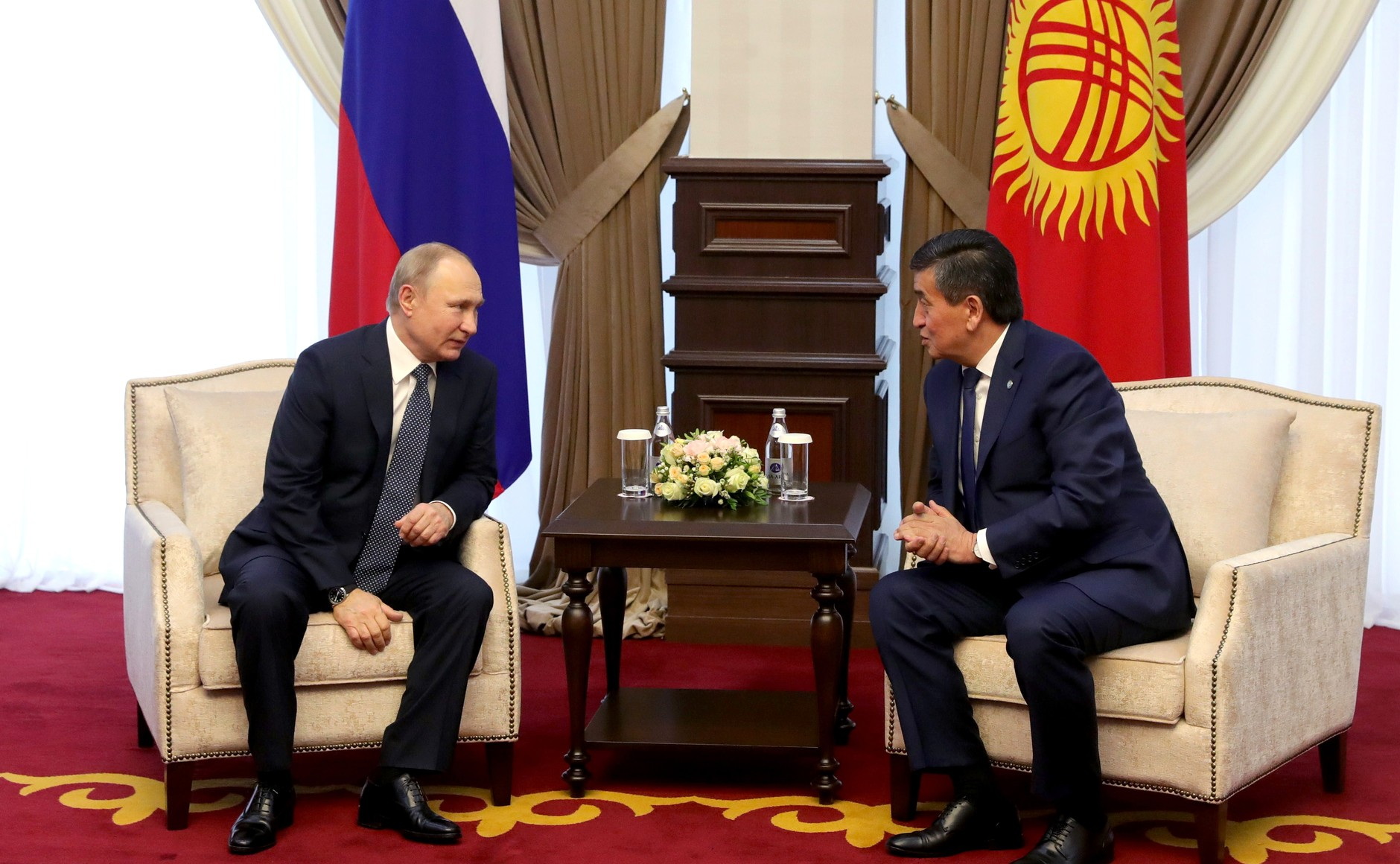
Vladímir Putin i Sooronbay Jeenbekov.
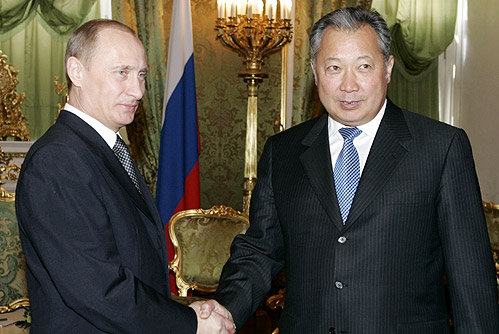
El president rus Vladímir Putin i l'expresident kirguís Kurmanbek Bakiev.
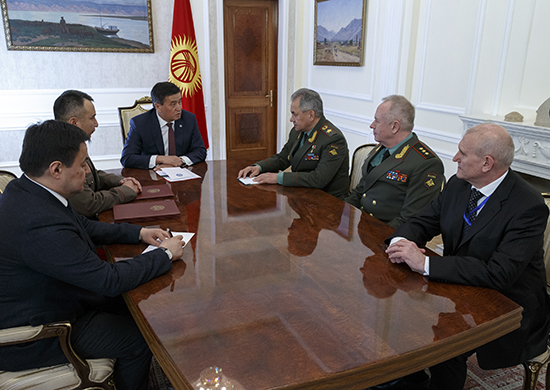
El Ministre de Defensa rus, Serguei Xoigú, durant una reunió amb el President Sooronbay Jeenbekov i el General de Divisió Rayimberdi Duishenbiev a Bixkek, abril de 2019.